# Relámpago (2010)
Relámpago (P-43) – pełnomorski patrolowiec Hiszpańskiej Marynarki Wojennej i trzeci okręt typu Meteoro. Jest dziewiątym okrętem Hiszpańskiej Marynarki Wojennej, który otrzymał tę nazwę.

## Historia
Pierwszy blok jednostki został umieszczony na pochylni stoczni w San Fernando, Puerto Real 17 grudnia 2009 r. Okręt został zwodowany 6 października 2010 r. Matka chrzestną została Rosa Mosquera Pérez, żona szefa sztabu Marynarki Wojennej admirała Manuela Rebollo. 6 lutego 2012 r. jednostkę przekazano Marynarce Wojennej w bazie Rota. Ceremonii przewodniczył minister obrony Pedro Morenésa i admirał Manuel Rebollo.
Po okresie szkolenia i certyfikacji okręt skierowano do operacji Atalanta w celu zwalczania piractwa na wodach Oceanu Indyjskiego. Wypłynął z bazy morskiej Rota 17 sierpnia 2012 r. z 81 osobami na pokładzie stanowiącymi załogę, personel pomocniczy helikoptera SH60B i oddział żołnierzy piechoty morskiej. 8 września pomógł 68 osobom dryfującym na łódce na wodach Zatoki Adeńskiej.
Po udziale w operacji Atalanta okręt uczestniczył w ćwiczeniach Ferocious Falcon na wodach Zatoki Perskiej, w których trenowano procedury działania w zakresie zarządzania klęskami żywiołowymi i sytuacjami kryzysowymi. Od 17 do 20 listopada 2012 r. przebywał w porcie Doha w Katarze.
Następnie w okresie od listopada 2012 do lutego 2013 r. został wysłany wzdłuż wybrzeża Afryki z postojami na Seszelach, w Mozambiku, RPA, Namibii, Angoli, Gabonie, Nigerii, Wybrzeżu Kości Słoniowej, Mauretanii i Republice Zielonego Przylądka. 17 stycznia 2013 r. uratował jacht "Poulais", który dryfował z uszkodzonym silnikiem i uszkodzonym żaglem na wodach Republiki Zielonego Przylądka, mając na pokładzie dwóch Amerykanów i dwóch Francuzów. Relámpago w końcu dotarł do swojej bazy w Arsenale Las Palmas 1 lutego 2013 r.
18 lutego 2014 r. wypłynął z niej, aby ponownie dołączyć do operacji Atalanta w celu zwalczania piractwa na wodach Somalii, gdzie działał przez 6 miesięcy. Wrócił do swojej bazy w Las Palmas 14 sierpnia 2014 r.
6 listopada 2014 r. uczestniczył w operacji na południe od Wysp Kanaryjskich, w której został aresztowany jacht płynący pod banderą Czech, którym przewożono 599 kg kokainy.
15 listopada 2014 r. brał udział w operacji Hiszpańskiej Marynarki Wojennej mającej na celu uniemożliwienie działaczom Greenpeace zbliżenia się do statku wiertniczego "Rowan Renaissance", wynajętego przez Repsol w celu przeprowadzenia poszukiwań ropy na wodach Wysp Kanaryjskich. W trakcie tej operacji włoski aktywista wpadł do morza i został zraniony przez śrubę, po czym został uratowany przez załogę i ewakuowany helikopterem do szpitala Doctor Negrín w Las Palmas de Gran Canaria.
4 października 2016 r. okręt ponownie wypłynął z Las Palmas de Gran Canaria w kierunku Oceanu Indyjskiego, aby dołączyć do operacji Atalanta na 5 miesięcy, co było jego trzecim udziałem w walce z piractwem. W grudniu 2016 r. uratował dwóch rozbitków z promu płynącego z prowincji Hadramout na jemeńską wyspę Sokotra.

### Okręty typu Meteoro
- Meteoro (P-41)
- Rayo (P-42)
- Tornado (P-44)
- Audaz (P-45)
- Furor (P-46)